# Грузинские евреи

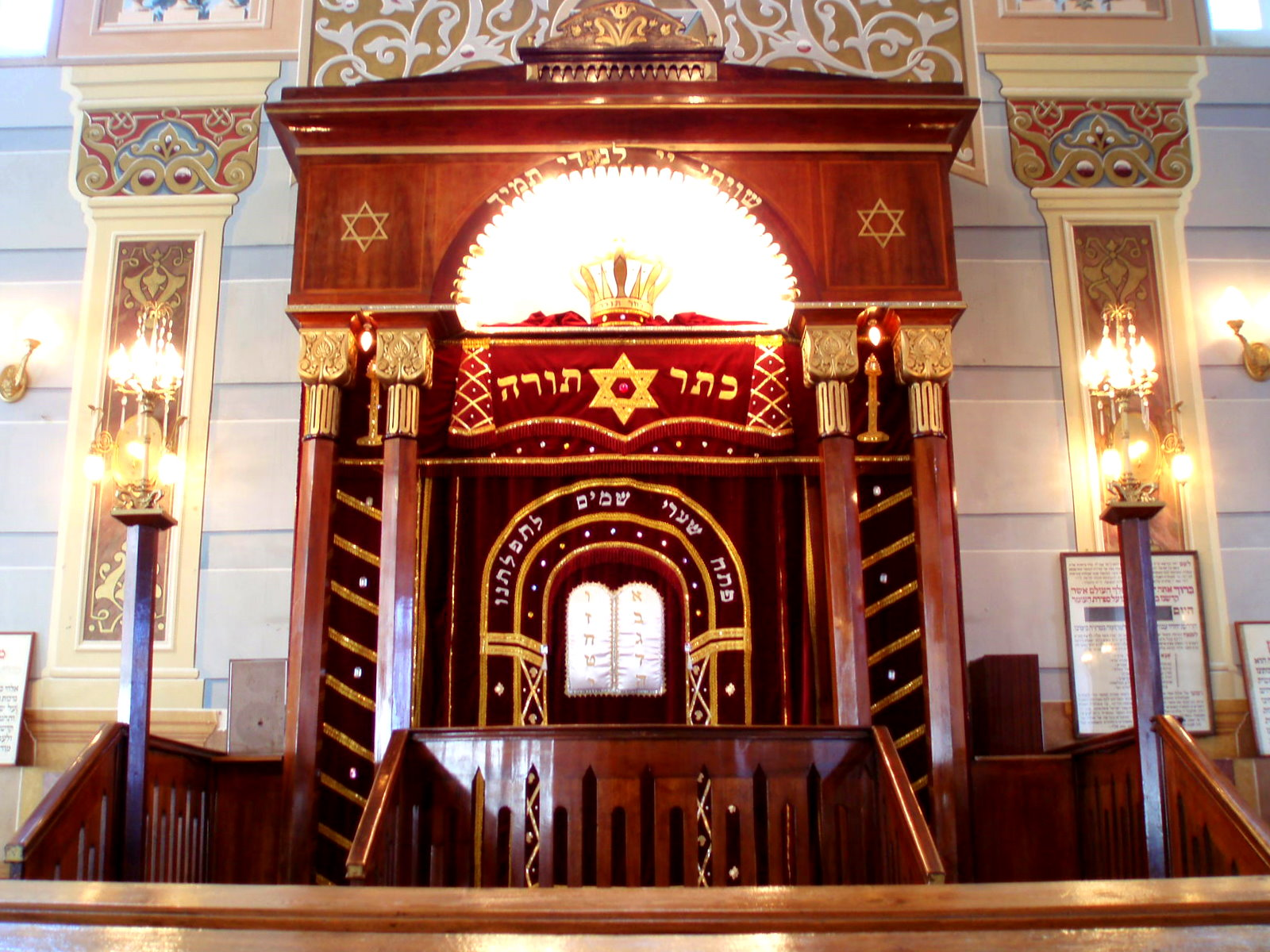
Тбилисская синагога

Грузинские евреи (самоназвание — эбраэли, груз. ებრაელი) — этнолингвистическая группа евреев. В грузинской литературе термин грузинские евреи использовался с XI века. В XIX веке термин получил широкое распространение в Российской империи.
В грузинской исторической традиции основным является мнение, что первые евреи прибыли в Грузию после завоевания Иерусалима Навуходоносором в 586 году до н. э. Они жили по всей территории Грузии. В начале XX века в некоторых городах и посёлках, например в Цхинвали, они составляли основную часть населения — еврейский квартал Цхинвали по численности населения превышал число грузин, осетин, армян или русских. Также живут по сей день в посёлке городского типа О́ни (там осталась маленькая община).
По мнению Леонида Эйчиса, еврейская община в Грузии не подвергалась преследованиям, ущемлению религиозных и этнических прав со стороны грузин. В сентябре 1998 года в Грузии широко праздновалось 2600-летие совместного проживания грузин и евреев.
Грузинские евреи принимали участие в сионистском движении уже с 1897 года, главным лидером являлся Давид Баазов. Значительный поток третьей эмиграции из СССР в 1970-е годы составили именно грузинские евреи, добивавшиеся права на выезд.
6 августа 1969 г. 18 глав семей грузинских евреев обратились с письмом в ООН с просьбой помочь им выехать в Израиль.
После Перестройки и распада СССР Грузию покинули многие евреи (из 25 тысяч в 1989 г. к 2002 г. осталось около 6 тысяч, без учёта населения Абхазии и Южной Осетии).
В основном грузинские евреи говорят на грузинском языке. Среди торговцев сформировался жаргон киврули, являвшийся смесью грузинского и иврита.

## Антисемитизм
8 октября 1989 года, по сообщениям «Грузинского информационного центра», в Сурами произошел погром евреев. В погроме участвовало до 150 человек. В результате погрома в местной синагоге были выбиты стекла, был ранен один человек, многие получили травмы